# Адмирал Колчак (бронепоезд)
Бронепоезд «Адмирал Колчак» — лёгкий бронепоезд Северной армии Миллера (Северного фронта). Сформирован в 1919 году. Команда состояла из морских офицеров. 19 февраля 1920 года во время боя у станции Холмогорская захвачен большевиками. Командир бронепоезда — капитан 1-го ранга Олюнин.

## История создания
К началу 1919 года положение на Севере России складывалось неблагоприятно для Белых Армий. Несмотря на увеличение численного состава войск, также потребовалось создание бронепоездов, способных эффективно поддержать наступление. В апреле 1919 года морскими офицерами был создан один из таких бронепоездов — «Адмирал Колчак».
23 ноября 1919 года командиром бронепоезда «Адмирал Колчак», вместо списанного по болезни В. Н. Лушкова, был назначен капитан 2 ранга Мохов (Н. Н. Струйский) но, также сказавшись больным, в командование не вступил.

## Боевое применение
«Адмирал Колчак» применялся частями Северной армии в ходе боевых действий происходивших недалеко от железной дороги Москва — Архангельск в 1919 — начале 1920 года. 19 февраля 1920 года во время боя у станции Холмогорская был захвачен большевиками и позднее был разобран.